# Odontopera nigra
Odontopera nigra är en fjärilsart som beskrevs av Louis Beethoven Prout 1915. Odontopera nigra ingår i släktet Odontopera och familjen mätare. Inga underarter finns listade i Catalogue of Life.